# Semenivka, Ielaneț
Semenivka (în ucraineană Семенівка) este un sat în comuna Vodeano-Lorîne din raionul Ielaneț, regiunea Mîkolaiiv, Ucraina.

## Demografie
Componența lingvistică a localității Semenivka
     Ucraineană (96,69%)
     Română (1,99%)
     Rusă (1,32%)
Conform recensământului din 2001, majoritatea populației localității Semenivka era vorbitoare de ucraineană (96,69%), existând în minoritate și vorbitori de română (1,99%) și rusă (1,32%).